# FTTH
FTTH (acrônimo de Fiber-to-the-Home - Fibra para o lar) é uma tecnologia de interligação de residências através de fibra óptica para o fornecimento de serviços de TV digital, Rádio digital, acesso à Internet e Telefonia com melhor qualidade, menos interferência,e menor perda.

## Visão Geral
A fibra óptica é levada até as residências, em substituição aos cabos de cobre ou cabos coaxiais (utilizados em televisão a cabo). As residências são conectadas a um ponto de presença da operadora de serviços de telecomunicações.

Essa imagem demostra um esboço de como é a distribuição do cabo da operadora até o usuário, em relação das parte que é fibra óptica e a parte que se torna outro meio de transmissão.
Nós temos as redes: FTTN; FTTC; FTTB; FTTH.

## Arquiteturas de FTTX
Uma rede FTTX é uma rede de acesso baseada em fibra óptica que conecta uma grande quantidade de usuários finais (residências, prédios, ERBs,..) a um ponto central, (PON) da operadora. Um rede FTTX pode apresentar várias arquiteturas:
- FTTN: É uma arquitetura de rede de transmissão da fibra óptica em que a rede vem diretamente do fornecedor até um armário street cabinet, a partir do qual a transmissão se torna VDSL2 ou Ethernet, tendo como meio o cabo coaxial ou o par de cobre, que é distribuído para os assinantes daquela vizinhança ou bairro.[1]
- FTTC: É uma arquitetura de rede de transmissão da fibra óptica exatamente igual à FTTN, em que a rede vem diretamente do fornecedor até um armário street cabinet, a partir do qual a transmissão se torna VDSL2 ou Ethernet. A única diferença entre as duas é a localização do armário. Na FTTN a distância entre o armário e os assinantes é maior, cobrindo uma área de aproximadamente 1,5km de raio, enquanto na FTTC essa distância é menor, em uma área de aproxidamente 300m de raio. A escolha de qual arquitetura usar depende da demanda e da estratégia do fornecedor .[2]
- FTTB: É uma arquitetura de rede de transmissão da fibra óptica em que a rede chega até o edifício, seja ele comercial ou residencial, e a partir daí as empresas ou pessoas que vivem em cada um desses apartamentos recebem a conexão através de outros cabos (normalmente o cabo coaxial ou o par de cobre).[3]
- FTTH: É a arquitetura de rede de transmissão da fibra óptica em que a rede adentra a residência do assinante, vindo diretamente da caixa de distribuição da empresa fornecedora do serviço. Isso faz com que o assinante possua uma fibra óptica exclusiva para acesso.

## Curiosidades
O FTTH é uma tecnologia recente. Ela foi criada para substituir o método FTTC (fiber to the curb/cabinet, ou fibra para a calçada/armário, em português). O FTTC consiste na prática de instalar a fibra óptica e centrais distribuidoras próximas aos clientes e utilizar mediadores de cobre para transmitir os dados entre as centrais e os usuários. Com o FTTH, maiores velocidades são atingidas, tornando a entrega de informações mais eficiente.
Atualmente, a maioria dos usuários ainda utiliza conexões resultantes de técnicas de FTTC, ou Fiber to the Curb/Cabinet, que representa a instalação e uso de fibra óptica em centrais distribuidoras próximas a residências e negócios, mas que ainda mantém mediadores de cobre para levar o sinal entre esses “armários na rua” e os usuários finais.

## FTTH: o que é e por que usar:
A FTTH ou Fibra Para O Lar é uma tecnologia de entrega de sinais de comunicação por meio da fibra óptica. Ela tem como principal diferencial o fato do feixe de luz partir da central da operadora e ir diretamente até os usuários.
A busca por uma internet rápida, estável e segura é algo que move empresas e entusiastas de tecnologia. Nos últimos anos, empresas de telecomunicações trouxeram ao mundo tecnologias de conexão mais rápidas, estáveis e confiáveis. As redes FTTH, por exemplo, são a última palavra em tecnologia de fibra de vidro. Ela permite que conexões com velocidades acima de 100 Mbps possam ser entregues a casas, apartamentos e escritórios sem perdas de dados, ruídos ou a necessidade de manutenções constantes.
Há dois projetos básicos para FTTH:

## Rede óptica passiva (PON)
A rede óptica passiva (PON) é uma rede óptica ponto-multiponto que viabiliza o compartilhamento de uma única fibra óptica entre diversos pontos finais, os usuários. Não existem elementos ativos entre o equipamento do provedor de acesso OLT e o CPE instalado junto ao equipamento de aplicação do usuário. Desta forma, esta solução provê uma clara economia nos custos de operação, manutenção e implementação. Também a solução PON pode ser implementada por uma fração dos custos das redes ópticas ponto-a-ponto tradicionais.
Uma rede PON consiste de equipamentos OLT - Optical Line Terminal localizados nas bordas dos anéis ópticos das redes de transporte SDH, conectados nos equipamentos ADM, de um lado, e pelo outro lado conectados em vários outros equipamentos ONU (Optical Network Units) ou ONT (Optical Network Terminal) localizados em condomínios, gabinetes nas calçadas, sites e residências. Então percebemos que está tecnologia é uma solução de acesso de última milha.
O sinal óptico é transmitido pelo OLT por uma única fibra. Nessa fibra, são feitas derivações através do uso de divisores ópticos passivos (POS), para conectá-la às ONU's e ONT's. Cada ONU e ONT transmite e recebe um canal óptico independente e disponibiliza para os usuários finais alocação dinâmica de banda entre 1Mbit/s e 1Gbit/s, para as aplicações de voz, dados e vídeo.
A necessidade de largura de banda não vai abrandar, vai crescer exponencialmente uma vez que as pessoas estão utilizando banda larga para consumir serviços como: vídeo HD, Cloud Computing e jogos online. Esses serviços necessitam de simetria de largura de banda (download e upload), que apenas é garantido pelas Redes FTTH.

#### GPON - (Gigabit Passive Optical Network)[7]
Em 1995 sete grandes operadoras e alguns fabricantes criaram uma iniciativa chamada Full Service Access Network para criar um meio de prover multi serviço em rede de banda larga. A escolha óbvia foi associar o protocolo ATM com a tecnologia PON nascendo a APON.
Em 1996 este nome mudou para BPON para desvincular qualquer associação ao ATM. Em 1997 o FSAN propôs o BPON ao ITU SG15 e a tecnologia foi definida na série G.983.x. Este padrão definia um downstream de 622 Mbits/s e um upstream de 155 Mbits/s.
Em 2001 o FSAN iniciou os trabalhos na evolução do BPON para um tráfego de mais de 1 Gbps. Em 2003 o GPON teve sua definição normatizada na série G.984.x do ITU, agora com downstream de 2,488 Gbits/s e upstream de 1,244 Gbits/s.

#### EPON - (Ethernet PON)[7]
Em 2001 o IEEE – Institute of Electrical and Electronic Engineers aceitou o pedido de autorização do projeto  Ethernet in the First Mile, tornando a EFM a maior força tarefa dedicada ao padrão 802. Em 2005 é lançada a versão 802.3 incluindo as cláusulas 64 e 65 propostas pelo EFM.
Definida no padrão 802.3ah o EPON especifica uma rede passiva similar com uma cobertura de 20 km, usando WDM, com as mesmas frequências do GPON, e TDMA. As taxas de sinalização tanto de downstream como de upstream são de 1,25 Gbits/s. É comum também a denominação GEPON – Gigabit EPON.
EPON é completamente compatível com os padrões Ethernet, portanto, nenhuma conversão ou encapsulamento é necessário quando se conecta a redes baseadas em Ethernet. O mesmo quadro Ethernet é usado com uma carga útil de 1518bytes.

### Diferenças entre redes ópticas GPON e EPON[8]
|                                         | GEPON | GPON |
| Padrão e Protocolo                      | IEEE 802.3ah, Ethernet e TDM | ITU-T G.984, ATM, TDM e Ethernet |
| Velocidade de transmissão               | Simétrica Down: 1,25 Gbps Up: 1,25 Gbps | Assimétrica Down: 2,5 Gbps Up: 1,25 Gbps |
| Comportamento dos pacotes em Downstream | Os pacotes da OLT são enviados via broadcast para todas ONTs/ONUs (padrão Ethernet), sendo que a ONT/ONU seleciona qual pacote é seu e descarta o restante. | Os pacotes da OLT são enviados via broadcast para todas ONTs/ONUs (padrão Ethernet), sendo que a ONT/ONU seleciona qual pacote é seu e descarta o restante. |
| Comportamento dos pacotes em Upstream   | Cada ONT/ONU transmite os quadros Ethernet para a OLT com intervalos de tempo de transmissão diferentes, atribuídos pela OLT                                | Pacotes fragmentados, o formato do frame contém células ATM                                                                                                 |
| Comprimento de Onda                     | Down: 1490 nm Up: 1310 nm | Down: 1490 nm Up: 1310 nm |
| Distâncias                              | Até 20 km | Até 20 km |
| Divisões                                | 16, 32 ou 64 | 32, 64 ou 128 |
| Tamanho dos Pacotes                     | 1518 bytes Padrão Ethernet | Variável, de 53 até 1518 bytes. Padrão ATM |
| Compatibilidade                         | Tecnologia permite compatibilidade entre vários fabricantes.                                                                                                | O ITU-T não aconselha compatibilidade entre fabricantes. |
| Eficiência                              | Baseada nas taxas de transferência 67% | Baseada nas taxas de transferência 93% |

A escolha entre essas tecnologias depende de dois fatores principais, o que o seu provedor precisa e quanto está disposto a pagar. Basicamente, os dois padrões são excelentes opções com qualidade, segurança e velocidade na transmissão de dados.

### 10G E-PON (10 Gigabit Ethernet PON)[1]
Esta tecnologia foi desenvolvida para garantir compatibilidade com a EPON já existente em diversos países e possibilita altas taxas de transferência, podendo alcançar 10 Gb/s. O draft da especificação na IEEE, o IEEE 802.3av, foi aceito em 2007 e sua revisão final é esperada para o meio de 2009, espera-se que a indústria esteja madura o suficiente para implementações de 10G EPON em 2010.
Para garantir compatibilidade com a 1G EPON já existente, é utilizado um comprimento de onda no sentido downstream acima do utilizado para vídeo na 1G EPON, de modo que o sinal possa ser recebido pelas ONU's dos clientes sem que haja necessidade de substituição do dispositivo.
No sentido upstream, uma multiplexação no domínio do tempo garante a coexistência entre a EPON atual e a 10G, ou seja, cada ONU fala de uma vez e no CO (Central Office) o OLT chaveia o sinal recebido para o equipamento apropriado.
Esse modelo de PON pode ser implementado em dois modos:
Simétrico, 10 Gb/s downstream e upstream.
Assimétrico, 10 Gb/s downstream e 1 Gb/s upstream.
- Sentido downstream de dados: comprimento de onda 1590 nm para distâncias curtas e de 1577 nm para longas distâncias. Taxa de transferência de 10 Gb/s e link budget de 29 dB.

- Sentido upstream de dados: comprimento de onda 1310 nm, o mesmo da E-PON, link budget de 29 dB e taxa de transferência de 1 ou 10 Gb/s.

A Figura (extraída do artigo 10G EPON Brings Advantages to the Fiber ) mostra um exemplo de uma rede que tem implementado tanto 1G E-PON quanto a 10G E-PON. Nota-se que esta última trabalha em modo assimétrico.
Os protocolos MPCP e MAC utilizados são os mesmos da 1G E-PON.
Correção de erros
A FEC (Forward Error Correction) para a 10G EPON será realizada sob o código RS(255,223), semelhante ao utilizado na 1G E-PON. Além disso, quatro palavras de 66 bits carregam a informação de paridade a cada 27 palavras de dados, também são inseridos bits de controle para auxiliar a sincronização da FEC.

### WDM-PON: (Wavelength Division Multiplexing PON)[2]
Diferentemente da E-PON e da G-PON, o conceito utilizado pela WDM-PON é dividir por assinante o domínio da freqüência, e não o do tempo.
Os modelos de PON apresentados anteriormente utilizam, de certa maneira, uma multiplexação na freqüência, na medida em que utilizam comprimentos de onda distintos para cada sentido de tráfego de dados. Contudo, na WDM-PON cada cliente tem um comprimento de onda reservado para se comunicar com o OLT (equipamento que fica no servidor).
As ONU's (equipamento que fica no local do cliente) podem fazer o envio do sinal de uma das duas maneiras abaixo.
- Lasers sintonizáveis nas ONU's, custo da ONU mais elevado.

- Fatiamento do espectro, onde é utilizado um laser com um espectro bem espalhado e filtros fazem a seleção de qual comprimento de onda é enviado.

A topologia da rede pode ser realizada de vários métodos, os dois mais básicos são descritos abaixo:
- Broadcast, o OLT emite todos os comprimentos de onda em uma fibra e, através de divisores passivos, todas as ONU's recebem o sinal, mas fazem uma filtragem para ler apenas a freqüência destinada a ela.

- Uso de um Arrayed Waveguide Grating (AWG), equipamento passivo que funciona como um roteador de comprimentos de onda, ele recebe um sinal com vários comprimentos de onda e os separa em diferentes saídas. Nesse esquema o AWG faz o encaminhamento dos comprimentos de onda para a ONU correspondente.

### NG-PON (Next Generation-PON)[3]
As arquiteturas G-PON, E-PON e 10G E-PON apresentadas utilizam basicamente TDM (Time Division Multiplexing), e a WDM-PON realiza distribuição de um comprimento de onda por assinante. A abordagem da NG-PON é utilizar uma topologia híbrida de TDM e WDM.
Ainda não foi definido uma norma para a NG-PON, ela encontra-se em discussão em congressos internacionais e em instituições como ITU-T e IEEE. Pesquisadores do mundo todo estão propondo novas características e fazendo testes com diferentes associações entre freqüências, link budget, quantidade de ONU's, distância máxima, dispositivos nos remote nodes e no OLT, entre outros.
Trata-se de uma rede em anel, interligando o Central Office (CO) e os Remote Nodes (RN). Cada RN possui um AWG ou um splitter para se conectar às ONU's (Optical Network Unit) dos clientes e fazer a distribuição da freqüência de cada um. Nesse esquema existem tanto assinantes que recebem um comprimento de onda reservado para ele (círculos em verde escuro), como assinantes que compartilham um mesmo comprimento de onda através de TDM (círculos em verde claro).

## Componentes Fundamentais de uma Rede PON[9]

#### OLT - Optical Line Terminal
Gerencia o sistema e oferece uma interface de conexão ao restante da rede, podendo ser acomodada em ambientes indoor ou outdoor. Ele está localizado na central, constituindo-se em porta de enlace entre a rede de acesso e a rede metropolitana. A OLT controla e administra a transmissão das ONUs, precisando de um receptor que opere em modo rajada (volumes esporádicos de tráfego). Rajadas são conjuntos de bits vindo de uma determinada ONU. Portanto, é preciso controlar os diferentes níveis de amplitude do sinal, já que as ONUs estão localizadas em distâncias diferentes do OLT (KRAMER; PESAVENTO, 2002) (GUTIERREZ, et. all, 2005).

#### ODN - Optical Distribution Network
Formada por cabos ópticos, leva o sinal dos pontos de distribuição às áreas específicas de atendimento. Estes cabos geralmente são do tipo autosustentado com núcleo seco para facilidade de instalação. Associados a estes cabos, são utilizados caixas de emenda para derivação das fibras para uma melhor distribuição do sinal. Caixas de emenda terminal, também denominadas Network Access Point (NAP), são estrategicamente instaladas para a distribuição do sinal realizando a transição da rede óptica de backbone à rede terminal, denominada de Rede Óptica Drop.

#### ONU / ONT - Optical Network Unit  e Optical Network Terminal
Unidade de Rede Óptica. A sua função principal é fornecer acesso aos usuários concentrando o tráfego até que possa transmiti-los. A ONU está localizada em distâncias longas ou curtas do usuário final, como na configuração FTTCab e FTTC, respectivamente, e na locação do usuário final, como na configuração FTTH e FTTB. Nestas duas últimas, a ONU recebe a denominação de terminal de rede óptica (optical network terminal-ONT). Além disso, quando a OLT envia mensagens em broadcast, as ONUs reconhecem apenas mensagens destinadas a ela e ignoram as demais. Outra funcionalidade importante é a conversão do sinal óptico em elétrico para os dispositivos padrões, como telefones, computadores e outros equipamentos de aplicação do usuário final (SANTOS; ROSSI; CÉSAR, 2009).

## FTTH dedicado
No FTTH dedicado, a fibra é ligada diretamente da residência à operadora. A fibra dedicada fornece a maioria de largura de faixa desde que entrega toda a largura de faixa de uma única fibra, assim é a maioria dos projetos de redes da futuro-prova. Entretanto, o custo de D-FTTH é considerado ainda pela maioria dos portadores como altamente proibitiva, assim até agora não há nenhuma distribuição de D-FTTH na área residencial.
Fiber-to-the-Home (FTTH) é a tecnologia banda larga para o mercado de massa do futuro. O FTTH possibilitará o transporte simultâneo de uma série de serviços, tais como Internet com acesso muito mais rápido, telefonia e televisão, através de uma única fibra óptica. Com o FTTH, a rede de acesso será baseada na fibra e capaz de prover velocidades a partir de 100Mb/s, chegando a até 40Gb/s. Novas tecnologias de Multiplexação por divisão de comprimento de onda permitem atingir velocidades ainda maiores. Isto criará uma rede de acesso com inúmeras possibilidades. Esta tecnologia suportará um modelo aberto completo pelo qual o consumidor terá total liberdade de escolha pelo seu fornecedor de serviço.

## Vantagens
Em Virtude das suas características, as Fibras ópticas apresentam várias vantagens sobre os sistemas eléctricos.
- Dimensões Reduzidas.
- Capacidade para transportar grandes quantidades de informação (dezenas de milhares de conversações num par de Fibra).
- Atenuação muito baixa, o que permite grandes espaçamentos entre repetidores, com distância entre repetidores superiores a algumas centenas de quilómetros.
- Imunidade às interferências electromagnéticas.
- Matéria-prima muito abundante.
- Custo Cada vez mais baixo.
- Material dielétrico.

## Desvantagens
A única desvantagem da disponibilidade de cabo ftth representa os custos associados com a presença de cabos e instalado. Muitas famílias não podiam se dar ao luxo de o mesmo [carece de fontes?]. No entanto, há um outro conceito de ligação da fibra no local (FTTP com a conexão de acordo com o princípio), que traz a fibra de uma determinada localidade. Que é mais barato de ser instalado tanto em comparação com a fibra até casa (FTTH).